# Tvillingen i spegeln
Tvillingen i spegeln är en kriminalroman av Maria Lang (pseudonym för Dagmar Lange), utgiven första gången 1988 på bokförlaget Norstedts. Romanen har översatts till danska och finska.

## Handling
Trots att enäggstvillingar ibland anses förbjudna i deckare så är det just två tvillingbröder som är huvudpersonerna här. Robin Dress från Skoga och Max Hiden från Lönnstad får en chock när de möts. De är kopior av varandra. Tydligen föddes det inte bara en pojke utan två den natten. Anledningen till att de separerades vid födseln begravdes tillsammans med barnmorskan Gunda Gundesson. Tvillingarna växer upp och börjar umgås men det visar sig att likheten slutar vid utseendet. Deras likhet gör dessutom ett redan problematiskt mordfall ännu mer svårlöst.

## Karaktärer
Personer i Skoga:
- Robin Dress
- Theodor Dress - journalist
- Delia Dress - hans fru
- Helena Wijk - änkefru
- Almi Graan - författarinna
- Jan Hoffner - tecknare
- Caamilla Martin - hovsångerska
- Christer Wijk

Personer i Lönnstad:
- Max Hiden
- Hiden Jonsson - skofabrikör
- Frida Hiden Jonsson - hans fru
- Gunda Gundesson - barnmorska
- Sylvia Lundevall - tandtekniker
- Göran Tegerhult - läkare
- Anne-Charlotte Laudon-Tegerhult - kurator
- Björn Lundevall